# جون د. روذرفورد
جون د. روذرفورد (بالإنجليزية: John D. Rutherford)‏ هو ناقد أدبي بريطاني، ولد في 1941 في هارتفوردشير في المملكة المتحدة.